# Château de Nandy
Le château de Nandy est situé à Nandy en Seine-et-Marne.
La façade date du début du XVIIe siècle. Nicolas de L'Hospital y meurt en 1644.
Le château a été classé monument historique en 1968. C'est une propriété privée.

## Utilisation dans l'audiovisuel
Il a été utilisé comme décor au cinéma, notamment pour les films Le Gorille a mordu l'archevêque en 1962, Le bourgeois gentilhomme (téléfilm) en 1968,  Le Gendarme en balade en 1970[source insuffisante], La situation est grave mais pas désespérée en 1976, Arsène Lupin en 2004, Les Aristos en 2006 et Le Retour du héros en 2018. Il a également été utilisé pour le tournage d'un clip de Pascal Obispo en 2016.
[réf. souhaitée]Le château est également le décor, chaque semaine, de l'émission finale de 4 Mariages pour une Lune de Miel. Les participantes visionnent les commentaires et les notes attribuées par leurs adversaires au cours de la semaine qui s'est écoulée dans un des salons du château, chacune à leur tour. Elles se confrontent sur le perron par rapport à ce qu'elles ont visionné. Après quoi une berline à l'intérieur de laquelle se trouve le mari de la gagnante remonte l'allée est du château et dévoile le couple gagnant la lune de miel.
[réf. souhaitée]En 2025, le château sert de décor à l’émission spéciale "Scènes de ménages, 15 ans : enfin réunis!", dans lequel les différents couples participent à un mariage.